# Касплянский район
Касплянский район — административно-территориальная единица в составе Западной и Смоленской областей РСФСР, существовавшая в 1929—1932 и 1938—1961 годах.
Касплянский район был образован в составе Смоленского округа Западной области в 1929 году. Центром района было село Каспля. Район был образован из территорий, прежде входивших в Духовщинский, Поречский и Смоленский уезды Смоленской губернии.
В 1930 году Смоленский округ был упразднён, и Касплянский район перешёл в прямое подчинение Западной области.
В 1932 году Касплянский район был упразднён, а его территория разделена между Демидовским, Духовщинским, Руднянским и Смоленским районами.
В 1938 году Касплянский район был восстановлен в составе Смоленской области.
В 1961 году Касплянский район был упразднён, а его территория присоединена к Смоленскому району.